# Isac Harrysson
Isac Harrysson, född 24 mars 2001, är en svensk fotbollsspelare.

## Karriär
Harryssons moderklubb är Torup/Rydö FF. Därefter gick han till Halmstads BK. Inför säsongen 2018 flyttades Harrysson upp i A-laget. Harrysson debuterade i Superettan den 27 maj 2018 i en 3–0-vinst över Östers IF, där han blev inbytt i den 86:e minuten mot Gabriel Gudmundsson. Han gjorde ett inhopp under säsongen 2020, då Halmstads BK blev uppflyttade till Allsvenskan. Efter säsongen 2020 lämnade Harrysson klubben.